# Evoluciona
Evoluciona es el segundo álbum de la banda de rock chilena Tronic, lanzado el año 2005. Fue grabado, mezclado y producido por la misma banda en los estudios de Pelúa Records.

## Canciones
| N.º | Título              | Duración |  |
| 1.  | «Evoluciona»        | 2:29     |  |
| 2.  | «Misis Güiñi»       | 2:25     |  |
| 3.  | «Mateo»             | 1:41     |  |
| 4.  | «Prendan La Radio»  | 2:42     |  |
| 5.  | «El Puñal»          | 3:06     |  |
| 6.  | «Perfect»           | 2:18     |  |
| 7.  | «Tiempo»            | 1:25     |  |
| 8.  | «Patriota»          | 2:32     |  |
| 9.  | «Newfastcar»        | 2:12     |  |
| 10. | «Mucho Humo»        | 1:51     |  |
| 11. | «No Te Compro»      | 2:34     |  |
| 12. | «Kagüasaki»         | 1:03     |  |
| 13. | «Ay Hey Chobi»      | 1:24     |  |
| 14. | «Sra. Ester»        | 2:41     |  |
| 15. | «Somos Iguales»     | 2:44     |  |
| 16. | «Primitivo»         | 2:27     |  |
| 17. | «Idiotas»           | 2:44     |  |
| 18. | «Nunca Olvidaremos» | 2:42     |  |
| 19. | «Aceptar»           | 3:27     |  |

## Sencillos
- Misis Güiñi, 2005.
- Mateo, 2005.
- Prendan la Radio, 2005

## Créditos
- Rodrigo Vizcarra - Voz y Bajo
- Gustavo Labrín - Voz y Guitarra
- Carlos Lama - Guitarra
- Ciro Longa - Batería

- Datos: Q2918068